# Arnold Schulz
Arnold Schulz (n. 25 ianuarie 1943, Mogilno, Voievodatul Cuiavia și Pomerania, Polonia – d. 13 iulie 2024) a fost un voleibalist ce a reprezentat Republica Democrată Germană, medaliat olimpic. A participat la 2 ediții ale Jocurilor Olimpice (1968, 1972) în care a câștigat o medalie de argint.